# スターリングラード戦線
スターリングラード戦線（ロシア語: Сталинградский фронт、スターリングラード方面軍、もしくはスターリングラード正面軍とも）は、第二次世界大戦中の独ソ戦中期に2度にわたりソ連のスターリングラード地域に設置された赤軍の方面軍級部隊である。

## スターリングラード戦線（1941年7月～9月）
最初のスターリングラード戦線は、1942年7月12日、廃止された南西戦線（戦線の指揮機関、第21軍、第8軍）、並びに最高司令部スタフカ予備（第62軍、第63軍、第64軍）から編成された。事後、第28軍、第38軍、第57軍、第51軍、第66軍、第24軍、第1戦車軍、第4戦車軍、第16航空軍が配属され、ヴォルガ小艦隊とスターリングラード軍団防空地区が作戦統制下に入った。
南西方面でのドイツ軍の戦線突破と関連して、スターリングラード戦線は、敵のヴォルガへの進出の阻止、パヴロフスからクレツカヤまでのドン川沿い、クレツカヤ－スロヴィキノ－スヴォロフスキー－ヴェルフニェクルモヤルスカヤのラインの防衛を担当した。
1942年7月17日、ドイツ第6軍の前衛部隊が、ソ連軍第62軍および第64軍の先遣部隊と交戦、スターリングラード攻防戦が始まった。6日後、ドイツ第6軍主力が展開し、2週間後、ドイツ第4装甲軍がスターリングラード方面に投入された。
防衛地帯の拡大（約800km）と関連して、8月7日、戦線は、スターリングラード戦線（第63軍、第21軍、第62軍、第4戦車軍、第16航空軍）と南東戦線に分割され、8月10日、スターリングラード戦線は、南東戦線司令官の配下に入った。9月28日付スタフカの命令により、両戦線の統一司令部が廃止され、9月30日、スターリングラード戦線はドン戦線に、南東戦線はスターリングラード戦線に改称された。

### 編制
- 第21軍 - 1942年7月12日～
- 第8軍 - 1942年7月12日～
- 第62軍 - 1942年7月12日～
- 第63軍 - 1942年7月12日～
- 第64軍 - 1942年7月12日～
- 第28軍
- 第38軍
- 第57軍
- 第51軍
- 第66軍
- 第24軍
- 第1戦車軍
- 第4戦車軍
- 第16航空軍

### 指揮官
司令官：
1. セミョーン・チモシェンコソ連邦元帥（1942年7月）
2. ワシーリー・ゴルドフ中将（1942年7月～8月）
3. アンドレイ・エリョーメンコ大将（1942年8月～9月）

軍事会議議員：
1. ニキータ・フルシチョフ ウクライナ共産党中央委員会第一書記（1942年7月～9月）

参謀長：
1. P.ボジン中将（1942年7月）
2. D.ニキシェフ少将（1942年7月～9月）
3. K.コヴァレンコ少将（1942年9月）

## スターリングラード戦線（1942年9月～12月）
2度目のスターリングラード戦線は、1942年9月30日、第28軍、第51軍、第57軍、第62軍、第64軍、第8航空軍から編成された。同年12月、第5打撃軍、第2親衛軍が配属された。
1942年7月～11月、戦線部隊は、南東戦線及びドン戦線と協同で、防勢行動を取り、攻勢転移のための前提条件を創出した。11月20日、スターリングラード戦線は、攻勢に転移し、11月23日、南西戦線部隊と協同で、ヴォルガとドンの間に敵集団を包囲した。12月12日～30日、コテリニコフ作戦を行い、敵の包囲解除の試みを撃退し、敵集団を撃破した。
1942年12月31日、12月30日付のスタフカの命令に基づき、スターリングラード戦線は廃止され、これに基づき南部戦線が設置された。

### 編制
- 第28軍 - 1942年9月30日～
- 第51軍 - 1942年9月30日～
- 第57軍 - 1942年9月30日～
- 第62軍 - 1942年9月30日～
- 第64軍 - 1942年9月30日～
- 第8航空軍 - 1942年9月30日～
- 第5打撃軍 - 1942年12月～
- 第2親衛軍 - 1942年12月～

### 指揮官
- 司令官：アンドレイ・エリョーメンコ大将（1942年9月～12月）
- 軍事会議議員：ニキータ・フルシチョフ ウクライナ共産党第一書記（1942年9月～12月）
- 参謀長：ゲオルギー・ザハロフ少将（1942年9月～10月）、I.ヴァレンニコフ少将（1942年10月～12月）